# 弯嘴滨鹬

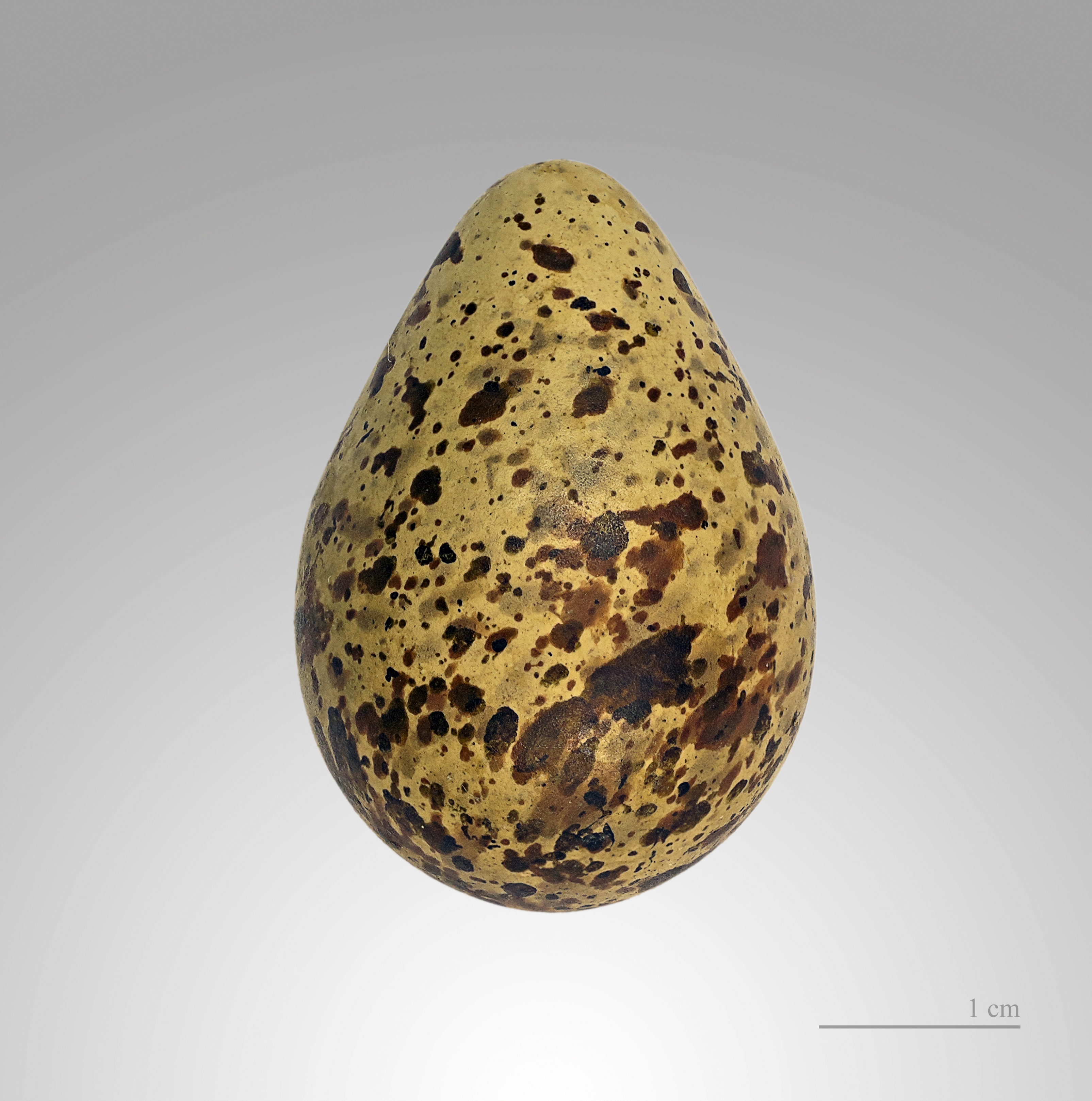
Calidris ferruginea

弯嘴滨鹬（学名：Calidris ferruginea）为鸟纲鸻形目鹬科滨鹬属的一种鸟类。是一種小型涉禽，在北極西伯利亞的苔原上繁殖。
牠們是強烈的候鳥，主要在非洲過冬，但也會在南亞和東南亞洲以及澳大利亞和紐西蘭過冬。 牠們有時會作為迷鳥出現在北美。

## 分類
彎嘴濱鷸於1763年由丹麥作家埃里克·蓬托皮丹首次物種描述，並命名為Tringa ferrugineus。 現在它與其他23種濱鷸一起歸入由德國自然學家布拉敘斯·梅瑞姆於1804年引入的濱鷸屬（Calidris）。 屬名源自古希臘語kalidris或skalidris，這個詞是亞里士多德用來描述一些灰色的水邊鳥類的。其特定名稱ferruginea來自拉丁語ferrugo, ferruginis，意指「鐵鏽」，指的是其繁殖羽的顏色。 彎嘴濱鷸被視為單型種，沒有亞種被認可。 在Calidris屬內，彎嘴濱鷸與高蹺濱鷸（Calidris himantopus）關係最為密切。
該物種偶爾會與尖尾濱鷸和美洲尖尾濱鷸發生生物學上的雜交，分別產生推測的「物種」，即「庫珀鷸」（"Calidris" × cooperi）和「考克斯鷸」（"Calidris" × paramelanotos）。

## 描述
這些鳥是小型涉禽，類似於黑腹濱鷸，但不同之處在於牠們有更長的向下彎曲的喙、更長的脖子和腿以及白色的臀部。牠們的體長為18—23 cm（7.1—9.1英寸），體重為44-117克， 翼展為38—41 cm（15—16英寸）。繁殖期的成鳥上半身為暗灰色，有斑紋，下半身為磚紅色。在冬季，這種鳥類上半身為淡灰色，下半身為白色，並顯示出明顯的白色眉斑。幼鳥的背部為灰色和棕色，腹部為白色，胸部呈桃色。

## 分佈與棲地
彎嘴濱鷸在西伯利亞北極地區從亞馬爾半島到科柳欽灣繁殖。。在中国大陆，分布于新疆、青海、内蒙古、华东等地。该物种的模式产地在丹麦。

## 行為
這種涉禽極具群居性，通常會與其他濱鷸類涉禽，特別是黑腹濱鷸一起成群。儘管其繁殖範圍位於東方，但這個物種在西歐遷徙期間很常見，可能是由於其西南遷徙路線。

### 繁殖
繁殖地從6月到8月下旬被佔據。 雄性彎嘴濱鷸在求偶期間進行空中展示。 繁殖地點位於沼澤或水塘邊緣，或是乾燥的苔原區域。平均巢卵數量為3.8枚，蛋每日產下。蛋由雌鳥孵化，經過19-20天後孵化。雛鳥由雌鳥照顧14-16天。
這個物種的繁殖成功似乎取決於旅鼠（西西伯利亞旅鼠（Lemmus sibiricus）、東西伯利亞旅鼠（Lemmus paulus）和北極旅鼠（Dicrostonyx torquatus））的數量。在旅鼠數量較少的年份，掠食性物種如北極狐（Alopes lagopus）會捕食北極繁殖的涉禽。

### 食物與覓食
牠們在沼澤和海岸的軟泥中覓食，主要靠視覺拾取食物。牠們主要以昆蟲和其他小型無脊椎動物為食。

## 狀態
在南非，特別是牠們數量最多的朗厄班潟湖，彎嘴濱鷸的數量從1975年到2009年間減少了40%。在澳大利亞也觀察到了類似的趨勢，這可能與繁殖地的全球變暖效應有關。 牠們的分佈範圍非常廣泛，儘管數量龐大，但非常難以確定，似乎正在減少。國際自然保護聯盟（IUCN）將該物種評為「近危物種」。 彎嘴濱鷸是受非歐亞遷移性水鳥協定（AEWA）保護的物種之一。